# PBOV1
PBOV1 (англ. Prostate and breast cancer overexpressed 1) – білок, який кодується однойменним геном, розташованим у людей на 6-й хромосомі. Довжина поліпептидного ланцюга білка становить 135 амінокислот, а молекулярна маса — 15 722.
| 10         |  | 20         |  | 30         |  | 40         |  | 50         |
| ---------- |  | ---------- |  | ---------- |  | ---------- |  | ---------- |
| MRAFLRNQKY |  | EDMHNIIHIL |  | QIRKLRHRLS |  | NFPRLPGILA |  | PETVLLPFCY |
| KVFRKKEKVK |  | RSQKATEFID |  | YSIEQSHHAI |  | LTPLQTHLTM |  | KGSSMKCSSL |
| SSEAILFTLT |  | LQLTQTLGLE |  | CCLLYLSKTI |  | HPQII      |  |            |

A: Аланін

C: Цистеїн

D: Аспарагінова кислота

E: Глутамінова кислота

F: Фенілаланін

G: Гліцин

H: Гістидин

I: Ізолейцин

K: Лізин

L: Лейцин

M: Метіонін

N: Аспарагін

P: Пролін

Q: Глутамін

R: Аргінін

S: Серин

T: Треонін

V: Валін

Локалізований у цитоплазмі, ядрі.